# FC Zhenis
FC Astana-1964 é uma equipe cazaque de futebol com sede em Astana. Disputa a primeira divisão do Cazaquistão (Campeonato Cazaque de Futebol).
Seus jogos são mandados no Kazhymukan Munaitpasov Stadium, que possui capacidade para 12.350 espectadores.

## História
O FC Astana-1964 foi fundado em 1964.